# قط كبير
القطط الكبيرة هو مصطلح غير رسمي يستخدم من الناس للإشارة لحيوانات مفترسة من فصيلة السنوريات، و يشير غالباً للأربع قطط الكبيرة (الببور والأسود واليغاور والنمور) وقد يشمل أيضاً نمور الثلوج والفهود وأسود الجبال.

## أمثلة
الأسد: يعد من أشهر السنوريات المفترسة، وقد أطلق عليه العرب الكثير من الأسماء كالسبع والليث و الغضنفر، ويتميز الأسد بجلدٍ مصفر، وهو الوحيد بين القطط الذي له خصلاً طويلة من الشعر على ذيله، وينمو الشعر حول رأس ورقبة الأسد الذكر فقط، ويسمى "لبدة الأسد"، و تعد الأسود من الحيوانات الاجتماعية، إذ أنها تعيش في مجموعات تتألف من عدد كبير من الإناث مع أشبالها وذكر مسيطر معه ذكر آخر أو اثنين.
النمر: يعد من أشهر السنوريات المفترسة، ويتميز بمهارته وقدرته على التخفى والاختباء، ويمتلك النمر ذيلاً طويلاً ورأسا كبيرة وجسماً عضلياً قوياً، وهو ماهر في تسلق الأشجار، ويكسو جسم النمر جلد أصفر مغطى بالبقع والتشكيلات الزهرية غامقة اللون، ويمكن للنمر أن يتكيف مع أي موطن يوجد فيه ما يكفى من الطعام، وتعيش النمور في المناطق الممتدة جنوب الصحراء الكبرى و شمال شرق أفريقيا وآسيا الوسطى والهند والصين.

## معرض صور

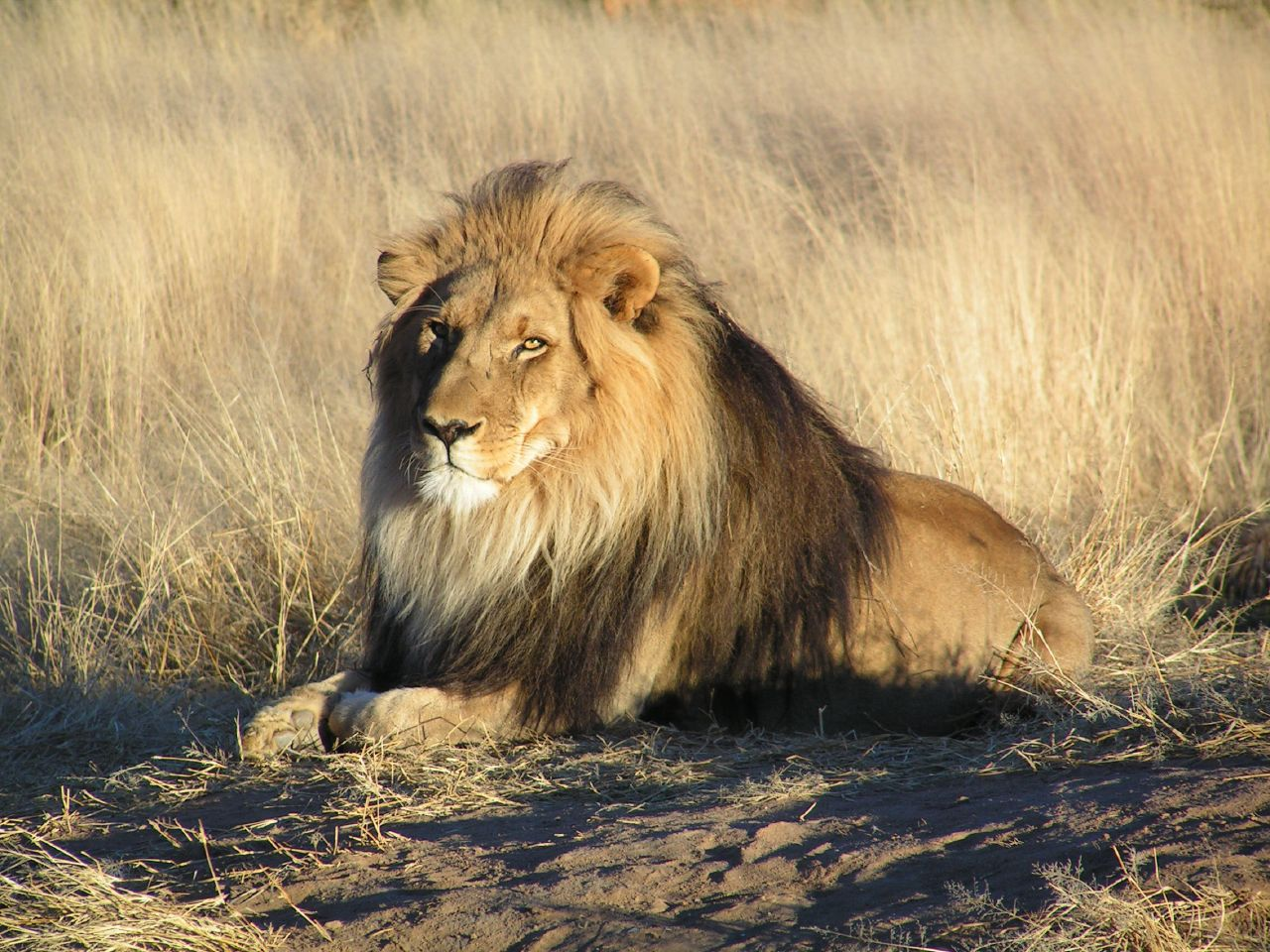
أسد في ناميبيا
ببر
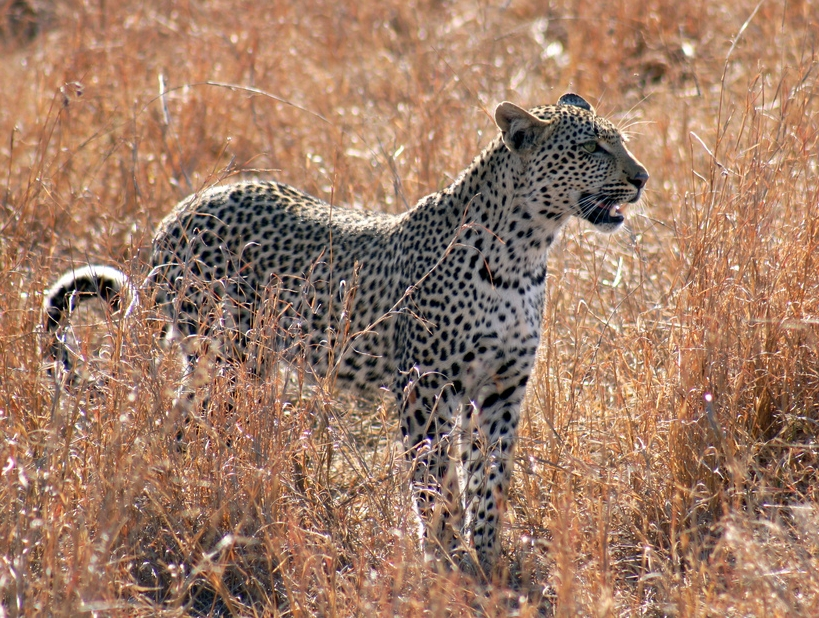
نمر
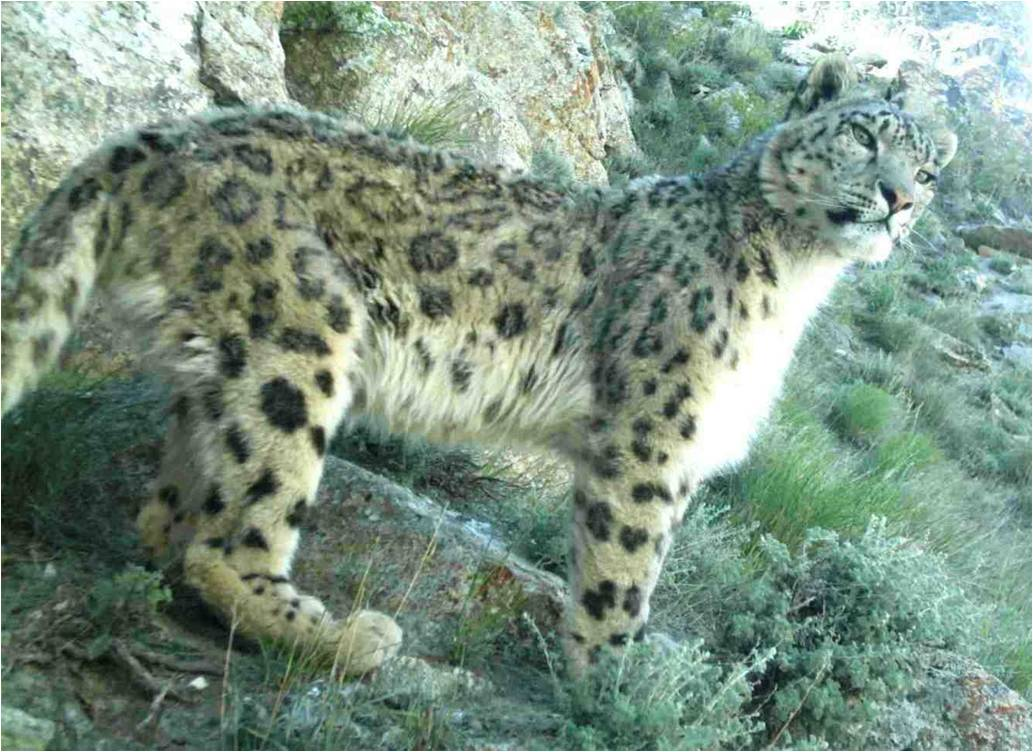
نمر الثلوج في أفغانستان
يغور
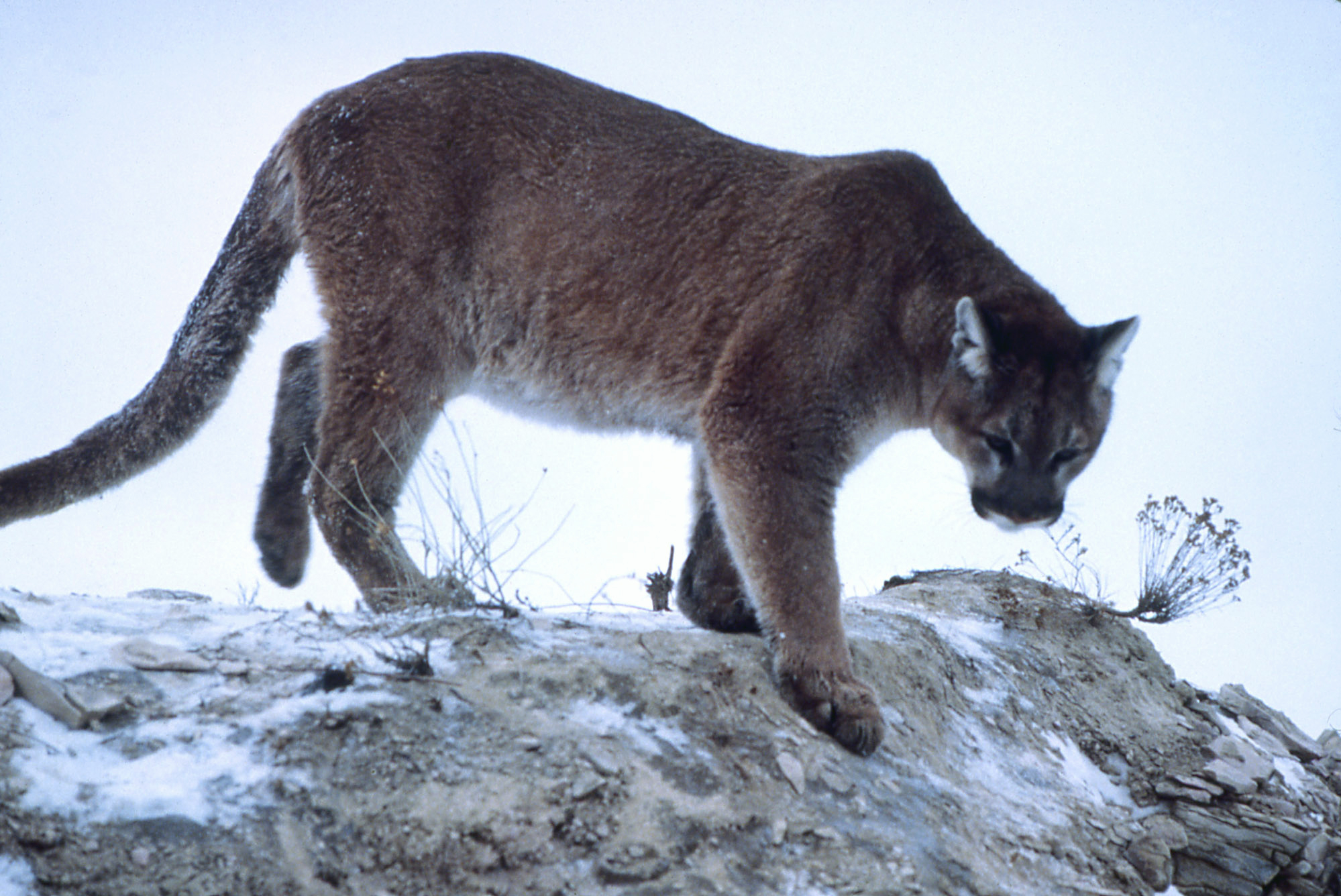
أسد الجبال